# Lisa Cholodenko
Lisa Cholodenko (* 5. Juni 1964 in Los Angeles, Kalifornien) ist eine US-amerikanische Filmemacherin.

## Leben
Cholodenko wuchs in Los Angeles auf. Dort erwarb sie an der School of the Arts der Columbia University einen Master of Fine Arts.
Bereits ihr Kurzfilm Dinner Party wurde ausgezeichnet. Das Feature High Art gewann beim Sundance Film Festival den Waldo-Salt-Preis für Drehbuchautoren, und Ally Sheedy erhielt für ihre darstellerische Leistung den Preis der National Society of Film Critics. Sowohl High Art als auch Laurel Canyon feierten bei der Director's Fortnight in Cannes Premiere. The Kids Are All Right wurde bei den 60. Berliner Filmfestspielen mit dem Teddy Award für den besten schwul-lesbischen Spielfilm ausgezeichnet. Bei der Oscarverleihung 2011 erhielt Cholodenko darüber hinaus zwei Nominierungen in den Kategorien Bester Film und Bestes Drehbuch.

## Filmografie

### Regisseurin
- 1994: Souvenir (auch Autorin und Produzentin)
- 1997: Dinner Party (auch Autorin)
- 1998: High Art (auch Autorin)
- 1999: Homicide (Homicide: Life on the Street, Fernsehserie, Folge: "The Same Coin")
- 2001: Six Feet Under – Gestorben wird immer (Six Feet Under, Fernsehserie, Folge: "Familia")
- 2002: Laurel Canyon (auch Autorin)
- 2004: Cavedweller
- 2005: The L Word – Wenn Frauen Frauen lieben (The L Word, Fernsehserie, Folge: "Lynch Pin")
- 2010: The Kids Are All Right (auch Autorin)
- 2010: Hung – Um Längen besser (Fernsehserie, 1 Folge)
- 2014: Olive Kitteridge (Miniserie)
- 2015: The Slap (Fernsehserie, 1 Folge)
- 2019: Unbelievable (Fernsehserie, drei Folgen, auch Produzentin)